# Энжере
Энжере́ (фр. Aingeray) — коммуна во французском департаменте Мёрт и Мозель региона Лотарингия. Относится к  кантону Туль-Нор.	

## География
Энжере расположен в 15 км к западу от Нанси и в 45 км к югу от Меца. Соседние коммуны: Ливерден на северо-востоке, Сексе-ле-Буа на юге, Вилле-Сент-Этьен и Фонтенуа-сюр-Мозель на юго-западе, Франшвиль на западе, Жайон на северо-западе.

## История
- Коммуна сильно пострадала во  время Второй мировой войны.

## Демография
Население коммуны на 2010 год составляло 544 человека.
| 1962 | 1968 | 1975 | 1982 | 1990 | 1999 | 2010 |
| ---- | ---- | ---- | ---- | ---- | ---- | ---- |
| 389  | 397  | 398  | 417  | 585  | 637  | 544  |

## Достопримечательности
- Развалины фортифицированного дома в месте, называемом От-дю-Шато.